# 奥斯丁·欧尔
奧斯丁·歐爾（挪威語：Øystein Ore，1899年10月7日—1968年8月13日），挪威數學家。他在圖論、Galois connection和環論（如他命名的歐爾條件）等領域都有研究。他寫了約120篇論文和十本書。
大學時代他主要在哥庭根大學度過，當時他曾受埃米·诺特的影響。
他亦是計量經濟學會的創立成員之一。